# Pinki Pramanik
Pinki Pramanik (nascida em 10 de abril de 1986 em Purulia) é uma atleta indiana de atletismo especializada nos 400 metros e 800 metros. Pramanik teve sucesso com a equipa nacional de revezamento 4x400 metros, ganhando prata nos Jogos da Commonwealth de 2006, ouro nos Jogos Asiáticos de 2006 e ouro nos Jogos Asiáticos Indoor de 2005. Ela ganhou três medalhas de ouro nos Jogos Sul-Asiáticos de 2006, vencendo os 400 e 800 metros em eventos, bem como o revezamento.

## Medalhas internacionais
Ela subiu para o nível sénior no ano seguinte e ganhou dois bronzes nos 400 metros e 800m corridas no Campeonato Asiático de Atletismo Indoor de 2004.  No final de 2004, um incidente em que um grupo de jovens lhe apontou uma arma e chamou a polícia colocou a sua carreira em risco. No entanto, testemunhas oculares afirmaram que os jovens a assediaram e colocado a arma na sua mala, ela foi liberta sem acusações. Ela tirou três meses de folga das competições para se recuperar do estresse do incidente. 
Quando ela voltou às competições em 2005, ela conquistou o ouro como parte da equipa de revezamento 4x400 metros nos Jogos Asiáticos Indoor de 2005 com Iyleen Samantha, Santhi Soundarajan e Mandeep Kaur. No mesmo ano, ela saiu com 400 e 800m medalhas de ouro no Campeonato Nacional Aberto da Índia.  Os Jogos da Commonwealth de 2006 foram sua primeira aparição no nível sênior mundial e ela teve um bom desempenho, alcançando 800 m nas semifinais e registrando um recorde pessoal de 2m03s83,  e ganhando uma medalha de prata para a Índia com Rajwinder Kaur, Chitra Soman e Manjeet Kaur no 4x400 m relé. 
No Grande Prémio da Ásia de Bangalore, em maio daquele ano, ela ganhou o 800m e melhorou os seus 400 m recorde pessoal, vencendo em 52,46 segundos.  Poucos meses depois, ela se destacou como uma das melhores corredoras da região nos Jogos do Sul da Ásia de 2006 : venceu os 400 e 800 metros m medalhas de ouro e liderou a equipa de revezamento pela terceira medalha de ouro.   No entanto, ela ficou desapontada por não melhorar o seu tempo e disse que esperava uma competição maior dos atletas do Sri Lanka. 
Ela foi selecionada para representar o seu continente na Copa do Mundo IAAF de 2006 e terminou em sétimo lugar para a Ásia nos 800 metros. minha corrida. Ela participou dos seus primeiros Jogos Asiáticos no final daquele ano, competindo nos 400m e o relé. Ela chegou à final individual, mas perdeu por pouco a medalha, terminando dois centésimos de segundo atrás da japonesa Asami Tanno . Maior sucesso veio no revezamento: correndo com Sathi Geetha, Chitra Soman e Manjeet Kaur, a seleção feminina conquistou o único ouro dos Jogos no atletismo da Índia. 

## Lesões
Uma grave lesão no pé fez com que Pramanik perdesse grande parte da temporada de 2007. Ela voltou à boa forma em agosto e começou a competir em encontros regionais e registou 11,07 segundos nos 100 metros em Calcutá. Ela pretendia vencer o campeonato interestadual indiano de 2008, de modo a se qualificar para os Jogos Olímpicos de Verão de 2008. No entanto, ela magou-se novamente e perdeu o campeonato devido a um problema no tendão da coxa. 
No início de 2010, Pramanik inaugurou uma competição local, o Campeonato Atlético Purulia. No caminho para casa, ela colidiu com outro veículo e sofreu cortes profundos no rosto e nos joelhos. Embora a sua condição não fosse grave, ela sofria de muitas dores nas costas e permaneceu no hospital para tratamento adicional. 

## Dopagem
Numa entrevista de 2012, Pramanik relatou que os seus treinadores exigiam que ela recebesse injeções regulares de testosterona para melhorar o seu desempenho. 

## Controvérsia sexual
Em 2012, uma alegação de estupro por parte de uma amiga de Pramanik levou a exames médicos para determinar o seu sexo. Os testes privados iniciais afirmaram mostrar que ela era do sexo masculino. Pramanik discordou destes resultados e a polícia ordenou um teste separado liderado pelo governo como parte do julgamento.   Os resultados no Hospital Governamental SSKM foram inconclusivos.  O Tribunal então ordenou um teste de padrão cromossómico.  Em novembro de 2012, novos exames médicos foram relatados mostrando que Pinki é "⁣pseudo-hermafrodita masculino”, uma variação intersexo.  No entanto, o relatório médico revelou que Pramanik é incapaz de fazer sexo com penetração. 
Em resposta à alegação de violação e representação, ela disse numa entrevista: “A rapariga que fez estas acusações não era minha parceira e não estávamos apaixonados. (...) Ela havia tirado fotos minhas nuas e estava a ameaçar torná-las públicas. Ela estava-me a chantagear há algum tempo. Mas ser acusado de ser homem e violá-la chocou-me. Eu não sou homem. Sempre fui mulher. Agora pareço mais masculino porque, como parte do meu treino para competir no atletismo internacional, costumavam receber injeções de testosterona regularmente, como outras participantes do sexo feminino. Disseram-me que era necessário tomá-las e nunca questionei se eram legais ou não. Eu estava focado em vencer e fazia tudo o que os meus treinadores pediam-me, que sabiam o que era melhor para mim. Mas depois disso, a minha voz ficou mais profunda e ganhei mais pelos no corpo.“  Ela também disse que foi maltratada e mantida numa cela masculina na prisão. Segundo ela, ela não consentiu com nenhum teste e estava drogada e inconsciente para o exame. 
Foram feitas alegações de que Avatar Singh, um poderoso corretor e marido de Jyotirmoyee Sikdar, um dos atletas mais célebres de Bengala e ex-deputado do CPM, estava por trás de uma tentativa de incriminá-la, relativamente a uma disputa em andamento por terras (concedida a ela pelo Governo de Bengala Ocidental por seu desempenho superlativo nos jogos do Sul da Ásia e da Ásia em 2006). 

## Na cultura
Pinky - Ek Satyakatha (Pinky - A True Story) é um filme dramático em língua marata indiana de 2014, de Sudhin Thakur, baseado na vida de Pramanik com Sara Shravan no papel principal. Procura destacar os aspetos negativos dos testes de sexo no desporto.  
Rashmi Rocket, um drama desportivo indiano de 2021 também baseado na questão dos testes de sexo, foi inspirado por vários atletas que passaram pela provação, incluindo Pramanik e Dutee Chand. 

## Melhores resultados pessoais
| Evento           | Tempo ( m : s ) | Local              | Data                   |
| ---------------- | --------------- | ------------------ | ---------------------- |
| 400 metros       | 52,46           | Bangalore, Índia   | 22 de maio de 2006     |
| 800 metros       | 2:02.49         | Chennai, Índia     | 5 de novembro de 2006  |
| 400 m (interior) | 53,89           | Pattaya, Tailândia | 13 de novembro de 2005 |
| 800 m (interior) | 2:15.06         | Teerã, Irã         | 6 de fevereiro de 2004 |

1. ↑  Paramanik, Pink Biography Arquivado em 2011-07-26 no Wayback Machine. IAAF. Retrieved on 2010-03-05.
2. ↑  From police custody to podium, Pinki primed for higher glory. One India (2006-08-28). Retrieved on 2010-03-05.
3. ↑  All-India Open National Championships. GBR Athletics. Retrieved on 2010-03-05.
4. ↑  2006 Melbourne Women's 800m Semifinal 2 Arquivado em 2009-10-28 no Wayback Machine. 2006 Commonwealth Games. Retrieved on 2010-03-05.
5. ↑  Melbourne 2006 Women's 4x400m Relay Final Arquivado em 2006-10-10 no Wayback Machine. 2006 Commonwealth Games. Retrieved on 2010-03-05.
6. ↑  Asian Grand Prix – Bangalore. IAAF (2006-05-22). Retrieved on 2010-03-05.
7. ↑  Weerawansa, Dinesh (2006-08-25). South Asian Games – Day 2. IAAF. Retrieved on 2010-03-04.
8. ↑  Weerawansa, Dinesh (2006-08-26). South Asian Games – Day 3. IAAF. Retrieved on 2010-03-04.
9. ↑  From police custody to podium, Pinki primed for higher glory. One India (2006-08-28). Retrieved on 2010-03-05.
10. ↑  Foursome strikes gold. The Tribune India (2006-12-12). Retrieved on 2010-03-05.
11. ↑  Runner Pinky Pramanik seriously injured in road accident Arquivado em 2011-07-14 no Wayback Machine. MSN/PTI (2010-01-24). Retrieved on 2010-03-05.
12. ↑  Pinki shifted to city-based B R Singh Hospital. Zee News. Retrieved on 2010-03-05.
13. ↑  Mitra, Dola (30 de julho de 2012). «I Am A Female, And Once Loved A Man». Outlook India (Magazine). Consultado em 13 de novembro de 2012
14. ↑  Gold medallist Pinki Pramanik accused of being male, held for `rape`
15. ↑  «Confirmed: Indian athlete Pinki Pramanik is male». Consultado em 15 June 2012. Arquivado do original em 15 June 2012 Verifique data em: |acessodata=, |arquivodata= (ajuda)
16. ↑  Pinki's SSKM gender test inconclusive
17. ↑  Court directs chromosome pattern test for Pinki Pramanik
18. ↑  «Tests show athlete Pinki Pramanik, charged with rape, is male». Consultado em 12 de novembro de 2012. Arquivado do original em 5 de fevereiro de 2013
19. ↑  «Medical experts doubt Pinki Pramanik can rape». The Times of India. Consultado em 14 de novembro de 2012. Arquivado do original em 3 de janeiro de 2013
20. 1 2  Mitra, Dola (30 de julho de 2012). «I Am A Female, And Once Loved A Man». Outlook India (Magazine). Consultado em 13 de novembro de 2012
21. ↑  «Jyotirmoyee Sikdar's husband asked me to frame Pinki Pramanik: Ex-partner». The Times of India. Arquivado do original em 31 de dezembro de 2013
22. ↑  Pinky - Ek Satyakatha. pinkyeksatyakatha.com.
23. ↑  Marathi film Pinky - Ek Satyakatha is based on Pinki Pramanik's life. Times of India.
24. ↑  Movie Rashmi Rocket reminds you of Pinki Pramanic and Dutee Chand. Afternoon Voice.